# 海上都市
海上都市（かいじょうとし）とは、海の上に建設された都市。

## 日本における海上都市構想
台風の影響に伴う高潮や地震に伴う津波などが懸念事項であり、現在ではほとんど議論の対象になっていない。
古くは1959年に民間のシンクタンクが東京湾を埋め立ててそこに都市を築く構想を提言しており、丹下健三がその2年後に発表した「東京計画1960」にも類似の構想が示されている。これらは出島ではなく完全に人工地盤により海面に土地を作り、その上に町を作るというものである。
東京湾上の本土に近い場所に建造し、居住予定人口は10万人を予定。このような海上都市を全国の大都市圏にも建設し、人口過多、住宅問題への新たな打開策とする方針。

### 建造理由
- 首都及び首都圏の人口過多対策。
- 宅地環境の整備。
- 小規模空港の開設。

### 都市の概要
江戸川区、港区の臨海副都心方面の湾岸上に人工地盤からなる離島を建設。本土とは連絡橋で繋ぐ。
出先の港、独立した空港などを完備した住宅地を建設。
都市発展に伴い、海上区を新設するか、江戸川区に併設するかは未定。
商店・銀行・警察署も完備する都市型構想。

## 関連項目

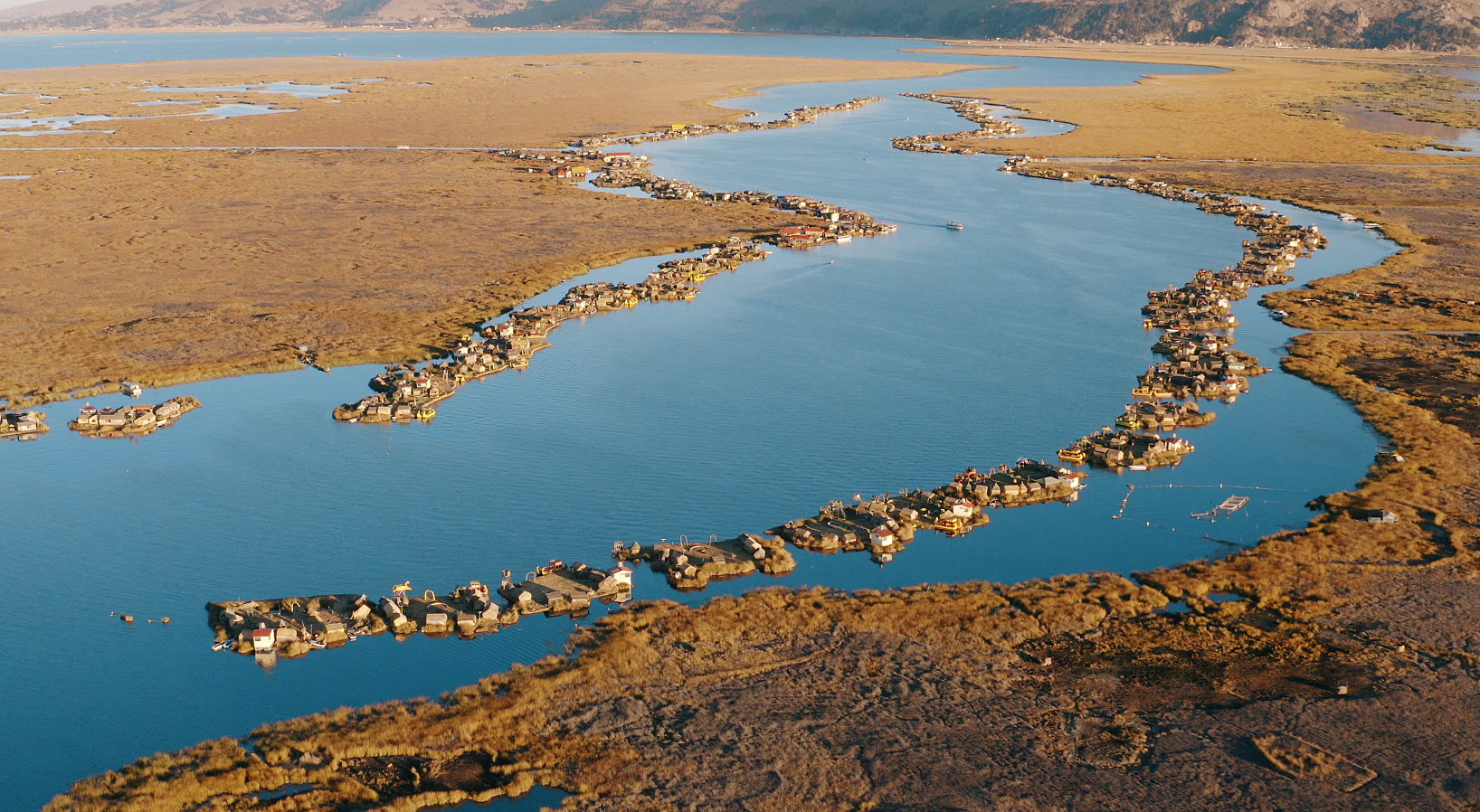
南米大陸チチカカ湖上に住む先住民ウル族が、トトラという草で作った浮島ウロス島と家。